# Secretómica
La secretómica es un tipo de proteómica que implica el análisis del secretoma es decir todas las proteínas secretadas de una célula, tejido u organismo. Las proteínas secretadas están involucradas en una variedad de procesos fisiológicos, incluida la señalización celular y la remodelación de la matriz, pero también son parte integral de la invasión y metástasis de células malignas. Por tanto, la secretómica ha sido especialmente importante en el descubrimiento de biomarcadores del cáncer y en la comprensión de las bases moleculares de la patogénesis.